# Actinocythereis triangularis
Actinocythereis triangularis är en kräftdjursart som beskrevs av Morales 1966. Actinocythereis triangularis ingår i släktet Actinocythereis och familjen Trachyleberididae. Inga underarter finns listade i Catalogue of Life.